# Cordia barbata
Cordia barbata är en strävbladig växtart som beskrevs av J. Estrada Sánchez. Cordia barbata ingår i släktet Cordia, och familjen strävbladiga växter. Inga underarter finns listade i Catalogue of Life.